# Östra Svarttjärnet, Värmland
Östra Svarttjärnet är en sjö i Arvika kommun i Värmland och ingår i Göta älvs huvudavrinningsområde. Sjöns area är 0,018 kvadratkilometer och den befinner sig 194 meter över havet.